# Solo Piano: Standards
Solo Piano: Standards är ett livealbum från 2000 där den amerikanska pianisten Chick Corea spelar standardlåtar. Inspelningarna är gjorda under november 1999 i Europa och Japan, spår 8–11 på musikföreningen Plektrum i Lund den 14 november och spår 13 på jazzklubb Fasching i Stockholm den 17 november.

## Låtlista
1. Monk's Dream (Thelonious Monk) – 4'02
2. But Beautiful (Jimmy Van Heusen/Johnny Burke) – 6'17
3. Blue Monk (Thelonious Monk) – 4'29
4. Ask Me Now (Thelonious Monk) – 5'18
5. Thinking of You (Walter Donaldson/Paul Ash) – 5'35
6. Yesterdays (Otto Harbach/Jerome Kern) – 7'42
7. Dusk in Sandi (Bud Powell) – 5'45
8. It Could Happen to You (Jimmy Van Heusen/Johnny Burke) – 4'33
9. 'Round Midnight (Thelonious Monk/Cootie Williams) – 7'22
10. So in Love (Cole Porter) – 8'21
11. How Deep is the Ocean? (Irving Berlin) – 8'08
12. Oblivion (Bud Powell) – 3'58
13. Brazil (S K Russell/Ary Evangelista Barroso) – 3'04

## Medverkande
- Chick Corea – piano